# 藤原枝良
藤原枝良（假名：ふじわら の えだよし，承和十二年（845年）—延喜十七年5月27日（917年6月19日））日本平安时代的大臣。藤原式家出身，藤原春津的第八子，生母为纪御依的女儿。妻子是息长息继的女儿，儿子有征東大将军藤原忠文和大蔵大辅藤原忠舒。

## 经历
元庆七年（883年），他担任太皇太后宮少进，历任中务少辅（中务省官员，相当于从五位上）、民部大辅（民部省领导，相当于正五位下）、太皇太后亮、左少辨（辨官，唐名尚书，相当于正五位下）。昌泰二年（899年）任赞岐守，然后历任右中辨（相当于正五位下）、春宫权亮、延喜七年（907年）任修理大夫（修理职，是令外官，相当于从四位下），延喜十三年（913年）他以69岁高龄担任参议。然后他担任相模守，又再度担任赞岐守，于延喜十七年5月27日（917年6月19日）病死，最终职位从四位上、参议、修理大夫。